# Thomas Becker (Germanist)
Thomas Hans Becker (* 2. August 1955 in München; † 31. August 2014 in Rethymno, Kreta) war ein deutscher Germanist. Er lehrte an der Universität Rostock und an der Universität Bamberg.

## Leben
Thomas Becker war der Sohn von Hans Becker und dessen Frau Brigitte Becker. 1974 absolvierte er sein Abitur am Wilhelmsgymnasium München und begann, an der Universität München germanistische und theoretische Linguistik, Logik sowie Wissenschaftstheorie zu studieren. 1975/1976 wurde das Studium durch den Zivildienst unterbrochen und 1980/1981 studierte er an der Universität Edinburgh, dann wieder in München. Das Studium schloss er 1983 mit dem Grad Magister artium ab.
Noch im gleichen Jahr stellte die Universität Becker als wissenschaftlichen Mitarbeiter an. Die Universität promovierte ihn 1988 summa cum laude zum Doktor phil. anhand seiner Dissertation Analogie und morphologische Theorie. 1992 zum Assistenten ernannt, wurde er drei Jahre darauf zum Oberassistenten befördert. In diesem Jahr, also 1995, wurde er auch für germanistische Linguistik habilitiert, wozu er das Werk Das Vokalsystem der deutschen Standardsprache verfasst hatte.
Nach seiner Habilitation hatte Becker zunächst Gastprofessuren inne. 1996 wirkte er an der Universität Stuttgart, 2000 an der University of Wisconsin–Madison und an der University of Calgary. An die Universität Erlangen ging er 2002 und im nächsten Jahr an die University of Georgia. 1998 wurde er außerdem als Beirat der Deutschen Gesellschaft für Sprachwissenschaft, was er für zwei Jahre blieb.
Die Universität Rostock berief Becker im Jahr 2002 zum Professor für Germanistik als Nachfolger von Dieter Nerius (* 1935). Er wirkte dort an der Fakultät für Philosophie. 2004 wurde er sowohl als Direktor des germanistischen Instituts wie auch als Fakultätsrat eingesetzt. An der Rostocker Universität amtierte er bis 2005, sein Nachfolger wurde Karl Heinz Ramers. 2005 berief ihn die Universität Bamberg auf den Lehrstuhl für deutsche Sprachwissenschaft.
Becker gehörte folgenden Gesellschaften an: Der Deutschen Gesellschaft für Sprachwissenschaft, dem Deutschen Germanistenverband, der Society for Germanic Linguistics, der Henry Sweet Society for the History of Linguistic Ideas und der Internationalen Vereinigung für Germanische Sprach- und Literaturwissenschaft.
Becker starb in Rethymno (Kreta) bei einem Unfall. Er war verheiratet und hat zwei Kinder.

## Veröffentlichungen (Auswahl)
- Analogie und morphologische Theorie. Fink, München 1990, ISBN 978-3-7705-2627-7.
- Das Vokalsystem der deutschen Standardsprache. Peter Lang, Frankfurt am Main, ISBN 978-3-631-33460-7.